# Paolo Brutti
Paolo Brutti (Perugia, 25 ottobre 1941) è un politico e sindacalista italiano, attualmente responsabile nazionale del dipartimento Ambiente e Infrastrutture dell'Italia dei Valori.

## Biografia
Laureato in Fisica a Pavia, professore di Teoria dei numeri presso l'Università di Perugia, è autore di numerose pubblicazioni su argomenti di Algebra non Commutativa e di Geometria Combinatoria. Alla fine degli anni Ottanta è diventato Direttore Generale della CGIL e successivamente ha fatto parte della Segreteria nazionale guidata da Bruno Trentin. È stato, quindi, eletto Segretario Generale del sindacato dei trasporti della CGIL. Nel 2001 è stato eletto al Senato nel collegio di Perugia per i DS ed è stato rieletto nel 2006.
Come senatore è stato capogruppo in Commissione Lavori Pubblici e Reti ed ha fatto parte della Commissione d'Inchiesta su Telekom Serbia e della Commissione Bicamerale di Vigilanza sulla RAI. Nel 2007 non ha condiviso la scelta di sciogliere i DS e di dare vita al Partito Democratico. Con Cesare Salvi e con altri senatori ha costituito il gruppo di Sinistra Democratica del Senato. Nel 2008 ha aderito all'Italia dei Valori, di cui è diventato responsabile nazionale delle politiche del lavoro.
La sua adesione all'Italia dei Valori è avvenuta in corrispondenza all'accresciuto interesse di questo partito per le questioni sociali e per le gravi conseguenze della crisi economica sul mondo del lavoro, che ha determinato l'adesione e la partecipazione dell'IdV alle manifestazioni della CGIL del 13 febbraio 2009 a Piazza San Giovanni, del 5 marzo 2009 con i pensionati a Piazza Navona e del 4 aprile 2009 al Circo Massimo.
Il Corriere della Sera ha scritto, nell'occasione, che all'avvicinamento dell'Italia dei Valori al sindacato e alle problematiche del mondo del lavoro, non sarebbe estranea l'amicizia di Brutti con Epifani, all'epoca leader della CGIL, nata nel periodo in cui entrambi erano stati chiamati da Bruno Trentin a far parte della segreteria nazionale. È stato inserito nel listino per IDV in occasione delle elezioni per il Consiglio regionale dell'Umbria del 2010.